# Sergei Ivanovich Mosin
Sergei Ivanovich Mosin (14 de abril de 1849, Ramon, Governorado de Voroneje — 08 de fevereiro de 1902 (52 anos) Sestroretsk, São Petersburgo), foi um Major-general russo, engenheiro, inventor e o principal contribuidor para o design do "fuzil de 3 linhas, modelo 1891" (em russo: "трёхлинейная винтовка образца 1891 года"), coloquialmente conhecido como "Mosin-Nagant".

## Vida pregressa
Mosin nasceu em Ramon, no governorado de Voroneje do Império Russo em 1849. Ele ingressou em uma academia militar aos 12 anos, onde se destacou como um jovem oficial. Em 1867, ele ingressou na Escola Secundária Militar Alexandrovskoye em Moscou. Ao deixar Alexandrovskoye em 1870, ele decidiu ir para o ramo de artilharia e transferido para a Academia de Artilharia Mikhailovskoye. Ele se formou em 1875 e foi transferido para o Arsenal de Tula, onde se tornou o chefe da divisão de usinagem.

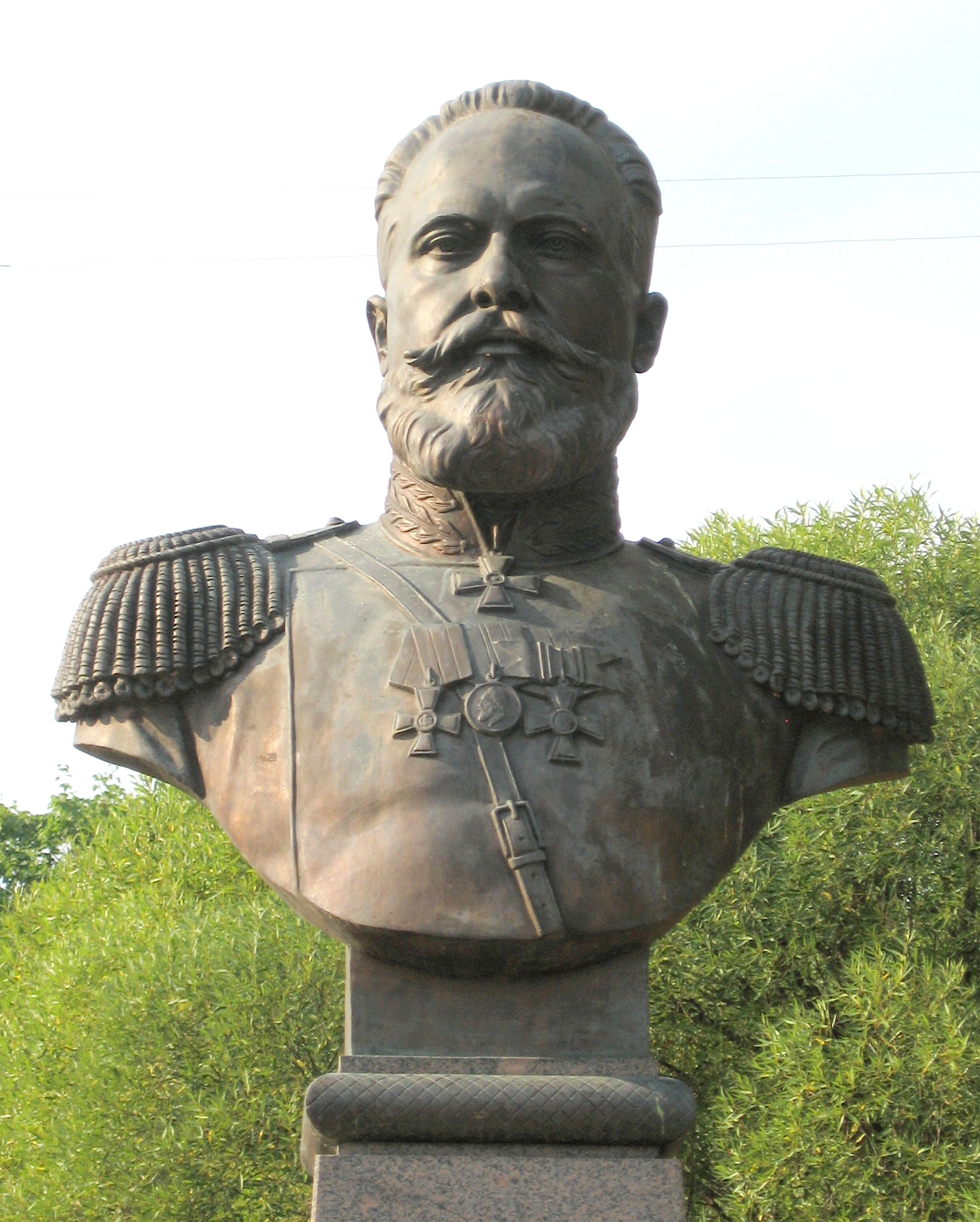
Monumento em homenagem a
Sergei I. Mosin em Sestroretsk.

## O Mosin–Nagant
Foi em Tula que Mosin começou sua carreira como designer de armas, primeiro fazendo melhorias no Berdan II e mais tarde colaborando com Nagant para projetar o Fuzil de Três Linhas do Modelo de 1891. Alguns detalhes do fuzil Mosin foram emprestados do projeto de Léon Nagant. Um desses detalhes é a fixação da mola do carregador na placa da base deste. No desenho original do Mosin, a mola não estava fixada na placa de base e, de acordo com a Comissão, poderia ser perdida durante a limpeza. Outro detalhe é a forma do clipe que comportava cinco cartuchos para serem carregados simultaneamente no magazine. Outro detalhe é a forma do "interruptor", peça especialmente desenhada dentro do receptor, que ajuda a evitar a alimentação dupla. O rifle inicial proposto por Mosin não tinha um interruptor, levando a inúmeras falhas de alimentação. Este detalhe foi introduzido no fuzil emprestado do rifle de Nagant.
Mosin eventualmente ascendeu ao posto de Major-general e foi nomeado o diretor do arsenal de Sestroretsk. Ele morreu em 8 de fevereiro de 1902 e foi enterrado no cemitério Sestroretskoye em Sestroretsk, São Petersburgo.